# Język mlap
Język mlap, także: malf, kwansu, kuangsu-bonggrang (a. kwangsu-bonggrang, kwansu-bonggrang) – język papuaski używany przez grupę ludności w prowincji Papua w Indonezji. Według danych z 2000 roku posługuje się nim 300  osób.
Znajduje się na skraju wymarcia. W użyciu są także języki indonezyjski i kemtuik. Członkowie społeczności często zawierają małżeństwa mieszane z ludnością Kemtuik.
Timothy Usher grupuje go z językiem namblong (nimboran).
Kwansu to przestarzała nazwa wsi, przytaczana również jako określenie na sam język.